# تکومسه (میشیگان)
تکومسه، میشیگان (به انگلیسی: Tecumseh, Michigan) یک شهر در ایالات متحده آمریکا با جمعیت ۸٬۵۲۱ نفر است که در میشیگان واقع شده‌است.

## موقعیت جغرافیایی
موقعیت جغرافیایی شهرها و مناطق اطراف به شرح زیر است: